# Port lotniczy Shakawe
Port lotniczy Shakawe – międzynarodowy port lotniczy położony w mieście Shakawe, w Botswanie.